# Conny Dideriksen
Conny Dideriksen (født i 1946) er en tidligere dansk politiker. Hun er udlært apoteksdefektrice fra Esbønderup Apotek og har efter defektricejobbet på apoteket arbejdet som faglærer på AOF's aftenskoler.
Dideriksens politiske karriere begyndte i 1977, hvor hun blev valgt til byrådsmedlem i Græsted-Gilleleje Kommunes byråd. I 1986 kom hun ind i Frederiksborg Amtsråd og blev formand for Trafikudvalget i Hovedstadsrådet. Conny Dideriksen blev i 1990 formand for Frederiksborg Amts Sundhed- og Sygehusudvalg samt formand for HT (HUR). I 1994 blev Dideriksen viceamtsborgmester samt formand for Socialudvalget i Frederiksborg Amt.
Eftervirkningerne af en piskesmældsulykke i 2003 bevirkede, at Conny Dideriksen i 2006 besluttede at trække sig tilbage fra sit politiske arbejdsliv.

## Eksterne kilder, links og henvisninger
- Frederiksborg Amts informationsside om Conny Dideriksen
- Conny Dideriksen siger farvel til dansk politik, artikel i Nyhedsmagasinet Danske Regioner, 20.02.2006 (Webside ikke længere tilgængelig)

|  | Artiklen om Conny Dideriksen kan blive bedre, hvis der indsættes et (bedre) billede Du kan hjælpe ved at afsøge Wikimedia Commons for et passende billede eller uploade et godt billede til Wikimedia Commons iht. de tilladte licenser og indsætte det i artiklen. |